# 五區苦行

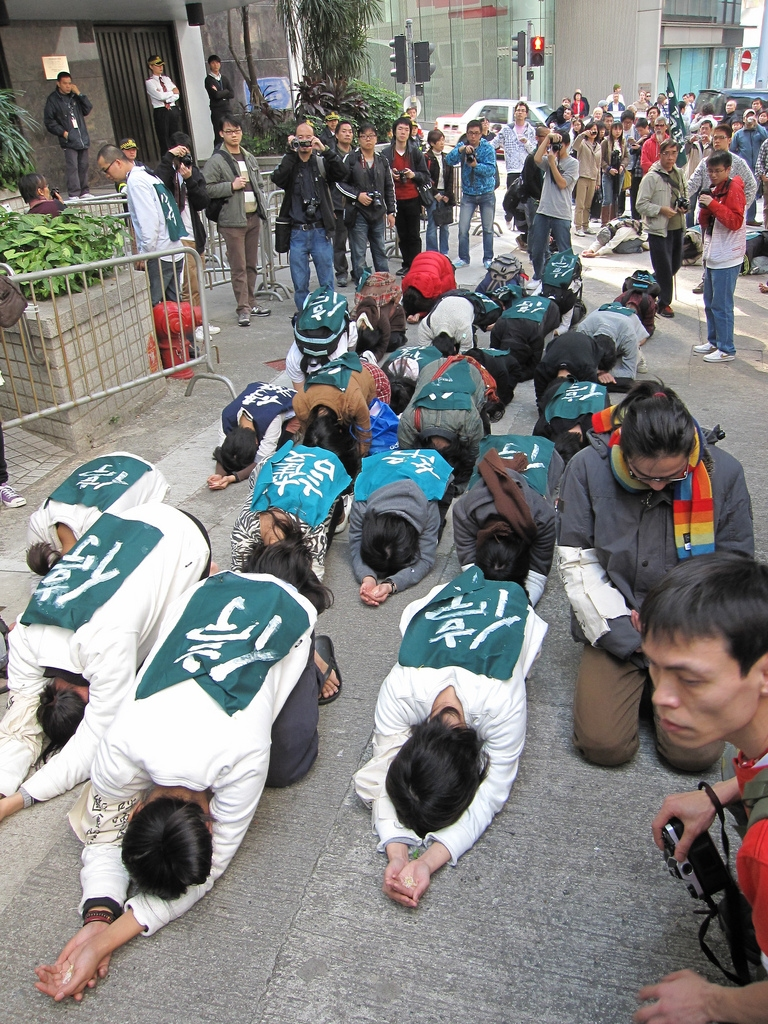
五區苦行

五區苦行是20名反對廣深港高速鐵路香港段方案之反對陣營示威成員以模仿苦行的方式，向香港市民宣傳反对高铁方案观点之行動，他们認為要「對土地、社區網絡和生命的尊重」，希望通過苦行的方式讓其他市民理解其反對高鐵之理據。

## 形式

### 第一次苦行
第一次苦行於2009年12月16日進行，圍繞立法會苦行三天兩夜。

### 第二次苦行
第二次苦行由20多名示威者組成，並手持象徵種子的白米，在街上每行26步則下跪一次，再起身走26步，代表高鐵段有26公里，每天苦行15小時。由於示威者會在五個立法會分區進行苦行，故命名為「五區苦行」。示威者亦捧着米和種子，代表公帑和菜園村。當中六名示威者：黃衍仁、陳秉鳳、梁穎禮、蔡卓陽及劉寶珍則全程參與苦行，行經受高鐵影響的地區。整個行動由上水新都廣場旁的廣場舉行的開步禮，經過五個立法會選區的四日三夜苦行，直至1月8日高鐵撥款當天。

#### 途經地區
苦行行動途經的地區包括行經上水、大埔墟及大圍（1月5日）；次日（1月6日）在元朗大馬路起步，行至荃灣後再轉到葵芳。然後分別到觀塘、大角嘴和旺角（1月7日）；終點在香港島（1月8日）。

## 大專生苦行隊
香港理工大學及香港大學（1月5日）；嶺南大學及中文大學（1月6日）；浸會大學及城市大學（1月7日）巡迴苦行，各大學同時舉行「八十後反高鐵青年」海報和菜園村家庭照展覽。
2010年1月5日，八十後反高鐵青年舉行第二次四日三夜的五區苦行活動。其中一名參加者陳景輝認為高鐵撥款議案在功能組別議員支持下勢必通過，希望透過苦行活動向市民表達普選的重要。19名參加者在街上每行26步則跪下一次，再起身走26步，象徵高鐵段有26公里。

## 影響
李展鵬認為包括五區苦行在內的示威活動已經取代了流行文化成為香港的本土身份的展示窗口。

## 外部連結
- . 大紀元. 2010年1月6日  [2010年1月14日]. （原始内容存档于2013年4月25日）.
- . 東方日報. 2010年1月3日  [2010年1月14日]. （原始内容存档于2020年8月6日）.
- 轉念始於足下：反高鐵 一月八日包圍立法會（页面存档备份，存于）
- 八十後反高鐵青年斷食明志宣言（页面存档备份，存于）
- 反高鐵·斷食--這些安靜而美麗的青年（页面存档备份，存于）
- 反高鐵斷食青年--梁穎禮畢生難忘的生日（页面存档备份，存于）
- 孩子們！別讓你們將來的孩子再向別人下跪！（页面存档备份，存于）